# Ponikva pri Žalcu
Ponikva pri Žalcu este o localitate din comuna Žalec, Slovenia, cu o populație de 339 de locuitori.